# Eija-Riitta Eklöf-Berliner-Mauer
Eija-Riitta Wallis Winther Arja Nikki Lee Eklöf (* 20. März 1954 in Schweden; † 31. Oktober 2015 in Liden, Sundsvall) – sie selbst nannte sich Eija-Riitta Eklöf-Berliner-Mauer – war eine schwedische Modellbauerin, die behauptete, mit der Berliner Mauer verheiratet zu sein. Sie erfand den Begriff objectum sexuality, welcher die Liebe von Menschen zu Gegenständen beschreibt. Eklöf gilt als erste Objektsexuelle der Moderne. Durch den Film Berlinmuren auf der 5. Berlin Biennale für zeitgenössische Kunst 2008 erlangte Eklöfs Geschichte internationale Aufmerksamkeit.

## Leben
Die aus dem nordschwedischen Liden bei Sundsvall stammende Eklöf ging nach ihrer Vorstellung am 17. Juni 1979 eine Ehe mit der Berliner Mauer ein. Seit jeher von der Trennmauer zwischen West- und Ost-Berlin fasziniert, engagierte Eklöf einen „Animisten“, welcher vorgab, mit der Mauer zu kommunizieren und für diese auch das Ja-Wort zu geben. Seit dieser „Eheschließung“ führte Eklöf den Aliasnamen Eklöf-Berliner-Mauer (auf Englisch bzw. Schwedisch auch Eklöf-Berlin Wall oder Eklöf-Berlinmuren).
Eklöf-Berliner-Mauer hat seither ihre Geschichte mehrfach auf verschiedenen Internetseiten dokumentiert. Ihren Entschluss, die Heirat mit einer Sache zu zelebrieren, kommentierte sie wie folgt: „Man muß eigensinnig sein und darf nicht ein Nein für ein Nein halten.“ Zudem sei die Berliner Mauer „the best and sexiest wall ever existed“. Nach der „Eheschließung“ in Berlin zog Eklöf-Berliner-Mauer wieder nach Liden. Seit dem 9. November 1989 sah sich Eklöf-Berliner-Mauer als Witwe an, da an diesem Tag die Berliner Mauer zerstört worden sei.
Der norwegische Künstler Lars Laumann widmete ihr den Film Berlinmuren, der im Rahmen der 5. Berlin Biennale in einem eigens zu diesem Zweck errichteten Pavillon gezeigt wurde.
Die von ihr postulierte extrem seltene sexuelle Orientierung der Objektophilie richtet sich auf unbelebte Gegenstände, etwa Maschinen, Autos oder Bauwerke, unterscheidet sich aber vom Fetischismus dadurch, dass das Objekt nicht nur als Stimulanz dient, sondern als eigenständiges, quasi-personelles Gegenüber wahrgenommen und als anziehend empfunden wird.
Eklöf-Berliner-Mauer starb am 31. Oktober 2015 in ihrer Heimat Liden bei einem Hausbrand.